# Joachim Lund Drejer
Joachim Lund Drejer, född 10 september 1792 i Farsund, död 14 april 1853 i Köpenhamn, var en dansk läkare.
Drejer avlade medicinsk examen i Köpenhamn 1818 efter att ha varit kompanikirurg i Norge. Efter att ha varit kandidat på Frederiks Hospital och reservmedikus, blev han bataljonskirurg vid Kongens Livkorps 1820. Han blev licentiat 1826 och disputerade för doktorsgraden 1828. Han blev föreståndare för vaccinationsanstalten 1830, hovmedikus 1832 och verkade från 1845 ivrig for inrättandet av ett barnsjukhus, vilket öppnades 1850 för 12 sjuka barn. Han skrev endast några artiklar. Han införde vaccinationslansetten, ett instrument, som länge var i bruk i både Danmark och utlandet.